# フィリッピ・ソット・マイオル・ノゲイラ・フェレイラ
フィリッピ・ソット（Fillipe Soutto）ことフィリッピ・ソット・マイオル・ノゲイラ・フェレイラ（ポルトガル語: Fillipe Soutto Mayor Nogueira Ferreira、1991年3月11日 - ）は、ブラジルのサッカー選手。ポジションはMF。 

## クラブ歴
2010年にアトレチコ・ミネイロのトップチームで試合に出場し選手初出場。2012年12月19日にアレクサンドロとのトレードでCRヴァスコ・ダ・ガマに加入。その後はジョインヴィレEC、クルーベ・ナウチコ・カピバリベ、CAリネンセ、ロンドリーナECに期限付き移籍した。
2017年にレッドブル・ブラジルに完全移籍するが、同年にECヴィトーリアに完全移籍した。

## タイトル
アトレチコ・ミネイロ
- カンピオナート・ミネイロ: 2012

ジョインヴィレ
- カンピオナート・ブラジレイロ・セリエB: 2014